# Sin vergüenza
Pour le film espagnol, voir Sin vergüenza (film).
Sin vergüenza est une émission de télévision chilienne diffusée sur Chilevisión et présentée par Juan Pablo Queraltó et Carolina Mestrovic. Diffusée les samedis et dimanches à 14h30.

## Animateurs
- Catalina Palacios (2008)
- Ignacio Gutiérrez (2008)
- Sergio Freire (2008)
- Jessica Abudinen (2008)
- Carolina Bastías (2009)
- Fernanda Alarcón (2009)
- Juan Andrés Salfate (2009-2010)
- Felipe Avello (2009)
- Maura Rivera (2009-2010)
- Mariuxi Domínguez (2010-2012)
- Rodrigo Cuadra (2010-2012)
- Gianella Marengo (2009-2012)
- Connie Mengotti (2012-2013)
- Camilo Huerta (2012-2013)
- Faloon Larraguibel (2013)
- Karol Dance (2010-2014)
- Juan Pablo Queraltó (2013-2015)
- Carolina Mestrovic (2014-2015)

## Reporter
- Rodrigo "Gallina" Avilés